# Telotristat
El telotristat, es vendido bajo la marca Xermelo. Es un medicamento utilizado para tratar la diarrea debida al síndrome carcinoide .  Se toma por vía oral, tres veces al día. Este medicamento se utiliza junto con un agente similar a la somatostatina . 
Los efectos secundarios de este medicamento incluyen dolor abdominal, problemas hepáticos y cansancio.  Otros efectos secundarios pueden incluir estreñimiento .  Es posible que se requieran dosis más pequeñas en personas con problemas hepáticos.  No se recomienda el uso de este medicamento durante el embarazo.  Actúa bloqueando la triptófano hidroxilasa, disminuyendo así la producción de serotonina .  
Este medicamento fue aprobado para uso médico en los Estados Unidos y Europa en 2017.   En Estados Unidos cuesta alrededor de 8.000 dólares estadounidense al mes a partir de 2021.  Esta cantidad en el Reino Unido le cuesta al NHS unas 1.100 libras esterlinas. 